# Chthonius siculus
Chthonius siculus es una especie de arácnido  del orden Pseudoscorpionida de la familia Chthoniidae.

## Distribución geográfica
Se encuentra en España y en Italia.